# 潁川公主
潁川公主（?—?），中国西晋武帝司马炎之女。
潁川公主嫁給平灭东吴的功臣王濬的孙子王粹。太康十年（289年），晋武帝下诏让王粹尚颍川公主，仕至魏郡太守。史书没有记载之後潁川公主生卒的信息。

## 传记资料
- 《晉書 王濬傳》